# Belmonte (compositor)
Belmonte (Alfonso de Belmonte)  (fl c 1480) fue un cantor y compositor español, situado entre el Ars nova y el Renacimiento. Es un compositor del que se sabe muy poco, algo que sucede a menudo con los compositores del siglo XV. Su única obra conocida aparece en el Cancionero de la Colombina. 

## Vida
Apenas se conoce nada sobre Belmonte. Se piensa que puede ser Alfonso de Belmonte, que fue cantor en la Catedral de León entre 1450 y 1460. 
Es posible que Belmonte se moviera en los mismos círculos que Juan de Urrede, compositores de la misma época, pero su nombre no guarda relación con las Capillas Reales o el Duque de Alba, por lo que la figura de este compositor es muy enigmática. 

## Obra
Su única composición conocida aparece en el Cancionero Musical de la Colombina. Este cancionero es un manuscrito, con dos periodos de copia, la más antigua entre las décadas de 1460 y 1480, donde aparece la composición de Belmonte. Además contiene otras 95 piezas musicales de diferentes autores.
La composición de Belmonte se titula “Pues mi dicha non consiente”. Es una obra a tres voces con una clara influencia de la composición de Juan de Urrede “Nunca fue pena mayor”.  Belmonte transporta la voz del Tiple de la obra de Urrede una octava para abajo y lo utiliza en el tenor. 
Esto significa que estilísticamente pertenece a la generación de compositores anteriores a Juan del Encina, es decir, pertenece a la generación de Urrede.